# Квінт Фабій Клодій Агріппіан Цельс
Квінт Фа́бій Кло́дій Агріппіа́н Цельс (лат. Quintus Fabius Clodius Agrippianus Celsinus; III століття) — політичний і державний діяч часів Римської імперії, проконсул Карії у 249 році.

## Біографічні відомості
Про молоді роки Квінта Фабія Клодія практично немає відомостей. Він був сином Клодія Цельса і його дружини Фабії Фусцінелли. Квінт Фабій був онуком Публія Сея Фусціана, консула 188 року, друга імператора Марка Аврелія. У 249 році його було призначено проконсулом римської провінції Карія. Про подальшу долю його відомостей немає. 

## Родина
- Дружина — Лаберія Помпеяна.
- Син — Клодій Цельс, який народився близько 245 року.